# Trapezia
Genre
Synonymes
- Grapsillus MacLeay, 1838[2]
- Trapecia Berthold, 1827[2]

Trapezia est un genre de crabes-trapèzes, de la famille des Trapeziidae. Ce sont des symbiotes de cnidaires, souvent associés aux coraux des genres Pocillopora, Seriatopora et Stylophora.

## Liste des espèces
Selon World Register of Marine Species (22 février 2014) :
- Trapezia areolata Dana, 1852
- Trapezia bella Dana, 1852
- Trapezia bidentata (Forskål, 1775)
- Trapezia cheni Galil, 1983
- Trapezia corallina Gerstaecker, 1856
- Trapezia cymodoce (Herbst, 1801)
- Trapezia digitalis Latreille, 1828
- Trapezia flavopunctata Eydoux & Souleyet, 1842
- Trapezia garthi Galil, 1983
- Trapezia glaberrima (Herbst, 1799)
- Trapezia globosa Castro, 1997
- Trapezia guttata Rüppell, 1830
- Trapezia intermedia Miers, 1886
- Trapezia lutea Castro, 1997
- Trapezia plana Ward, 1941
- Trapezia punctimanus Odinetz, 1984
- Trapezia richtersi Galil & Lewinsohn, 1983
- Trapezia rufopunctata (Herbst, 1799)
- Trapezia septata Dana, 1852
- Trapezia serenei Odinetz, 1984
- Trapezia speciosa Dana, 1852
- Trapezia tigrina Eydoux & Souleyet, 1842

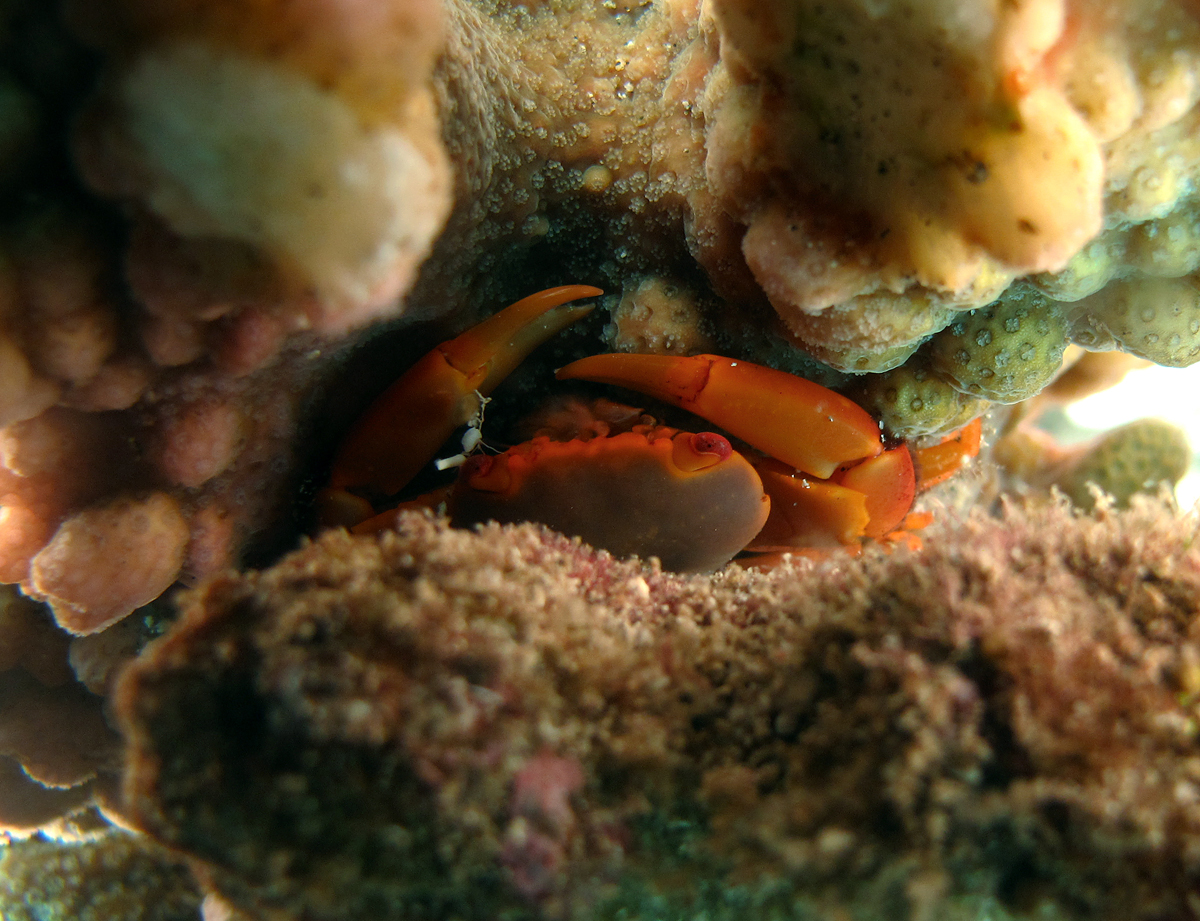
Trapezia bidentata
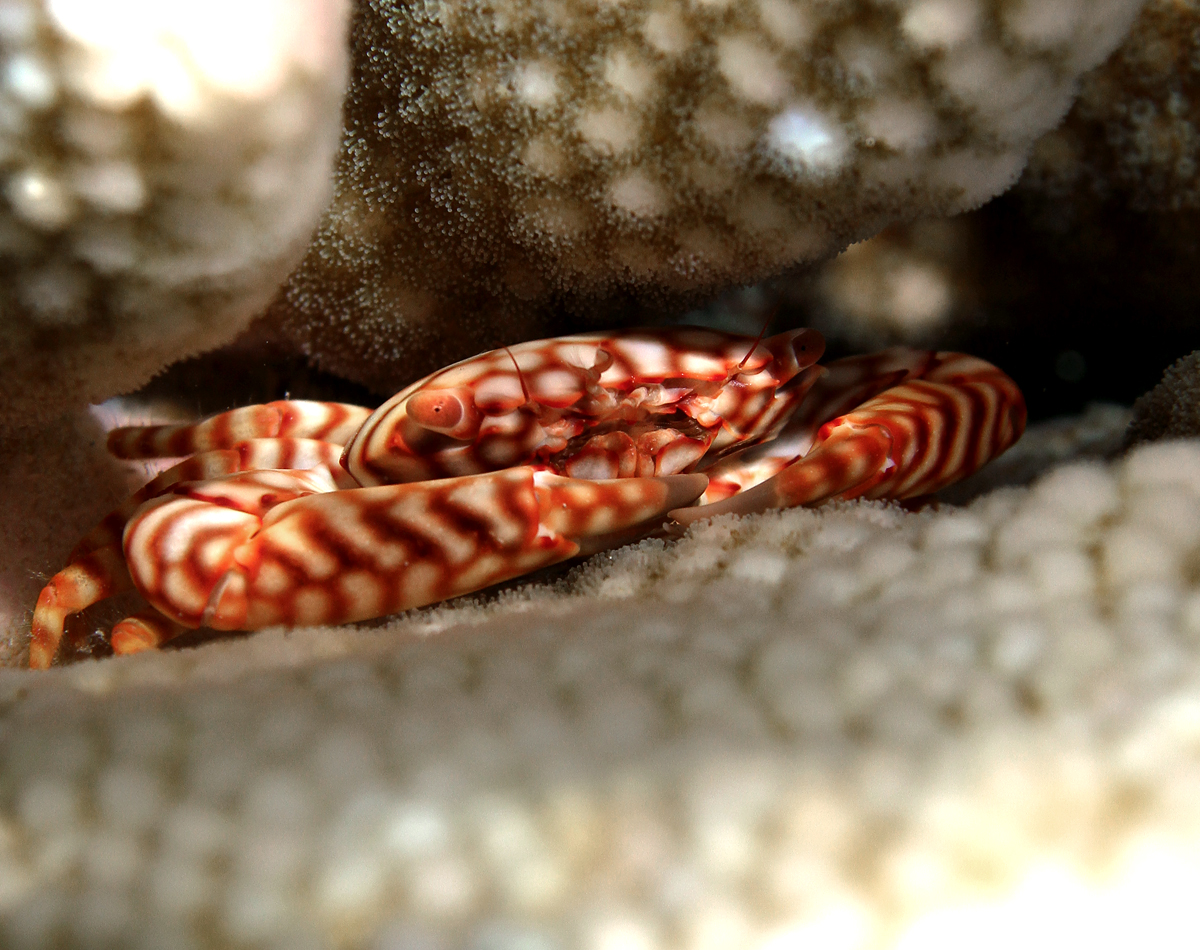
Trapezia flavopunctata
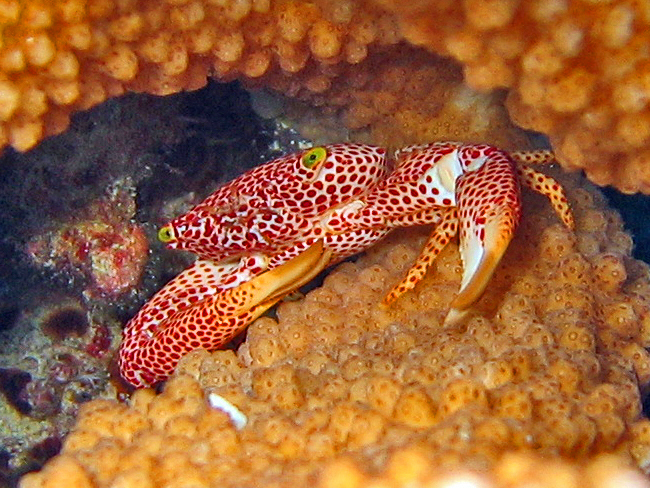
Trapezia rufopunctata
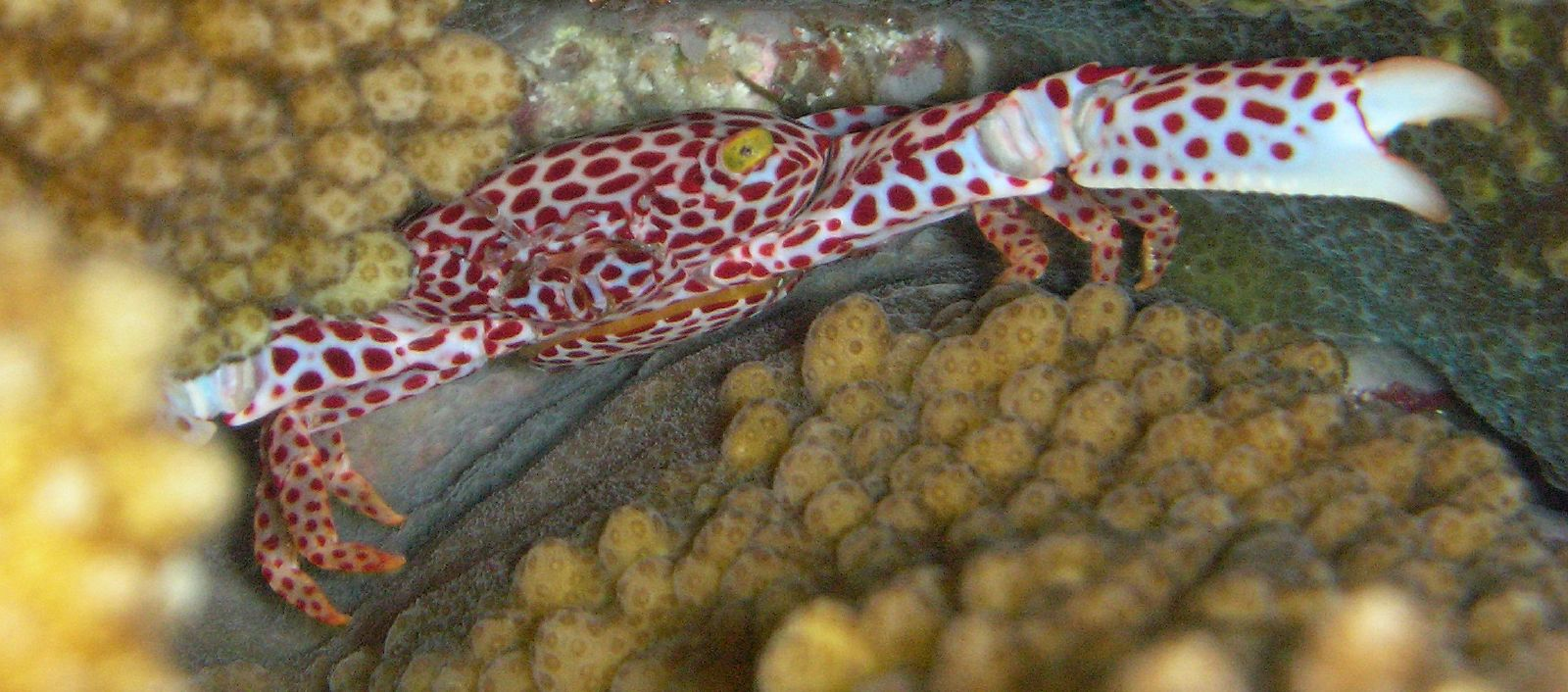
Trapezia tigrina